# Sperme
Ne doit pas être confondu avec Éjaculat.
Le sperme est un liquide biologique, composant de l'éjaculat, expulsé du corps lors de l'éjaculation et contenant les spermatozoïdes. Sécrétés par les organes sexuels mâles, les spermatozoïdes contenus dans le sperme peuvent fertiliser l'ovocyte femelle et ainsi entamer le processus de reproduction.

## Composition

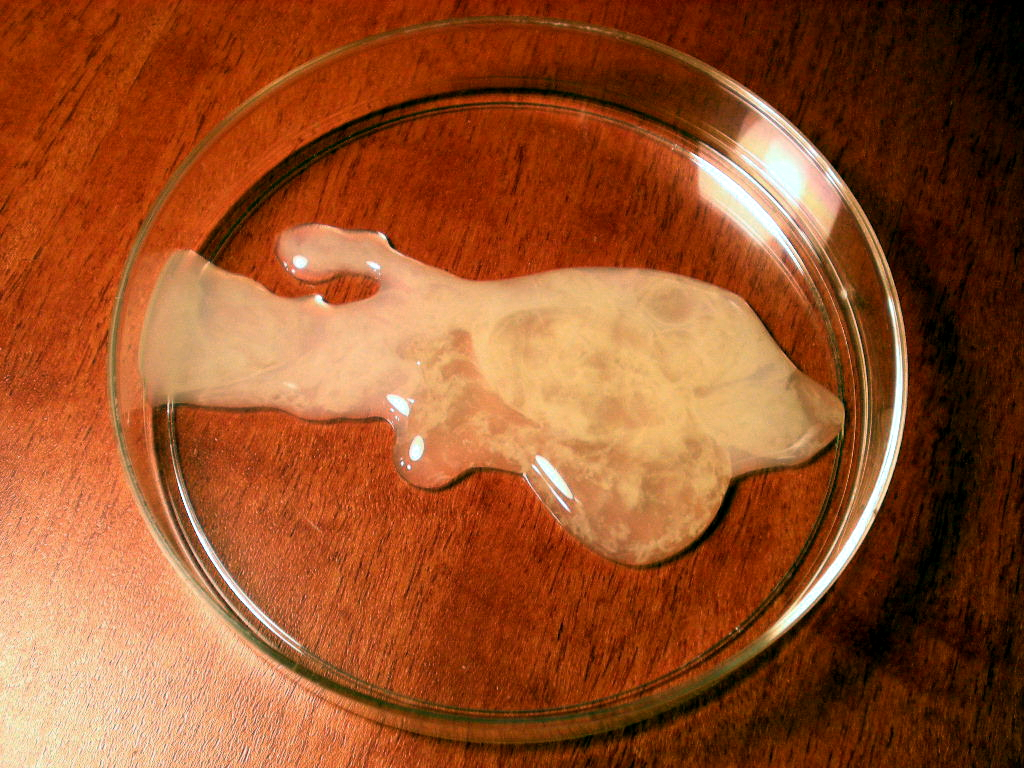
Échantillon de sperme dans une boîte de Petri.

Le sperme est constitué du liquide séminal et d'éléments cellulaires : spermatozoïdes (cellules de la lignée germinale), macrophages polynucléaires, hormones de croissance, cellules souches, nutriments, oligoéléments, cellules épithéliales…
Un sperme est considéré comme normalement fécondant avec une densité en spermatozoïdes comprise entre 20 et 300 millions de spermatozoïdes par millilitre (ml). En dessous de ce seuil on parle d'oligospermie.
Le sperme contient de nombreux éléments nourriciers pour le spermatozoïde : vitamines C et B12, sels minéraux comme le calcium, le magnésium, le phosphore, le potassium et le zinc, des sucres (fructose et sorbitol). Il contient aussi des traces d'hormones, dont la testostérone. Il contient des cytokines qui induisent une tolérance maternelle vis-à-vis du futur embryon[réf. nécessaire] (ils sont apportés par le liquide séminal qui contient des cytokines).

Le sperme peut contenir des anticorps montrant une réaction de l'organisme contre ses spermatozoïdes.

Il peut aussi contenir des traces de polluants.
Les proportions respectives de ces sécrétions varient selon l'individu, son âge, les circonstances (cf. délai qui sépare l'éjaculation de l'éjaculation précédente ou d'autres facteurs…).

## Composition microbienne et virale

### Bactéries
Le sperme contient naturellement des bactéries qui profitent notamment des nutriments produits de manière concentrée par les vésicules séminales, mais aussi parfois de la vessie ou d'autres parties du tractus génital. Ces bactéries constituent un microbiome propre à chaque individu masculin et peuvent être transmis au partenaire sexuel,,,,,,, et secondairement à la descendance.

### Virus
Le sperme humain contient aussi des virus (jusqu'à 27 virus différents déjà détectés en 2017). 
Après qu'il a été confirmé que le virus Zika survit jusqu'à 6 mois dans le sperme de personnes infectées et qu'il peut être ainsi transmis sexuellement durant jusque 41 jours  et parfois plus longtemps (par exemple le virus Zika était encore présent dans le sperme d'hommes réputés guéris ou ne présentant plus de symptômes « jusqu'à 1 an après la guérison »), des scientifiques ont fait le point sur ce qu'on sait des virus dans le sperme : une nouvelle méta-analyse publiée en 2017 a compté 26 autres virus vivant ou survivant dans le sperme humain et capables d'infecter le flux sanguin (du patient ou de partenaires sexuels) dont les virus causant la maladie d'Ebola, le VIH, l'hépatite B et l'herpès. En 2020, le SARS-CoV-2 responsable de la pandémie de COVID-19 semble pouvoir être ajouté à cette liste.
Ces 28 virus ne sont pas tous capables de se transmettre à un partenaire sexuel, mais ils peuvent avoir d'autres conséquences graves (délétion de la spermatogenèse, diminution de la fertilité masculine ou le risque de développer soi-même une maladie sexuellement transmissible). Une partie de ces virus peut induire des mutations ou modification épigénétiques de l'ADN des spermatozoïdes transmissible à la descendance. Les études récentes montrent que certains de ces virus survivent bien plus longtemps qu'on ne le pensait dans le sperme sans que l'on sache toujours s'ils y restent dangereux ni à partir de quelles concentrations ils le seraient.
Des méthodes de contrôle de l'imperméabilité des préservatifs face aux virus existent.

## Physiologie

### Sécrétion
Le sperme est un liquide physiologique composé d'un mélange de plusieurs fluides dans lequel les spermatozoïdes sont maintenus en vie pour une courte durée.
L'éjaculat est constitué, chez l'homme, de l'émission successive ou quasi simultanée, formant le sperme :
- du liquide sécrété par les glandes de Cowper (< 1% du volume de l’éjaculat) ;
- des sécrétions prostatiques (environ 20 % du volume de l’éjaculat) ;
- des sécrétions des épididymes contenant les spermatozoïdes, puis des déférents (environ 20 % du volume de l'éjaculat) ;
- du produit des vésicules séminales (60 % restants du volume de l'éjaculat).

Ce liquide a une masse volumique d'environ 1 g/cm3.
Chez l'homme, la production de sperme commence quelque temps après le début de la puberté.
L'éjaculation est l'émission spasmodique et prompte de sperme. Elle représente le plus souvent 2 à 5 ml chez l'homme (1,5 à 15 ml dans les cas plus extrêmes).

### Fécondation
Le sperme peut être délivré directement dans les voies génitales de la femelle ou bien être libéré dans l'environnement proche des ovocytes de la femelle, comme chez les poissons et de nombreux autres animaux et insectes. Chez ces derniers, les spermatozoïdes sont souvent contenus dans des spermathèques.

## Aspects physio-pathologiques

### Problèmes de qualité
L'examen médical analysant la qualité du sperme est un spermogramme ou spermocytogramme. Ces examens sont considérés comme permettant de poser un diagnostic d'une grande valeur prédictive, mais ils ne peuvent apporter que des indices sur les causes des problèmes observés.

Si une spermoculture est envisagée, le patient sera invité à se laver soigneusement les mains et le pénis (décalotté) avant de se masturber. L'échantillon est manipulé avec du matériel stérile (sans seringues en plastique ni aiguilles hypodermiques qui perturbent la qualité du sperme et notamment la mobilité des spermatozoïdes ; il est manipulé, par aspiration douce, dans un matériel stérile et chimiquement neutre, toujours après sa liquéfaction naturelle pour ne pas influer sur la qualité du sperme).
Le médecin observe aussi, outre le volume de l'éjaculat : 
- l'apparence du sperme, à température ambiante, avant et immédiatement après le temps de liquéfaction : le sperme normal est homogène, visqueux, opaque et gris opalescent. Il se liquéfie après un certain temps (changement de phase). Sa transparence est un indice d'une concentration trop basse en spermatozoïdes. Une couleur brunâtre indique qu'il contient des hématies provenant du sang ;
- le temps de liquéfaction (dans l'heure qui suit l'éjaculation) ;
- le pH, mesuré moins d'une heure après l'éjaculation, en déposant une goutte de sperme sur du papier pH, après au moins 30 secondes (quand la couleur de la tache imprégnée est uniforme). Le pH doit être très légèrement alcalin, compris entre 7,2 et 8 ;
- sa consistance et sa viscosité (étudiée par la façon dont il s'écoule à l'extrémité d'une pipette de 5 ml) ; normalement, il s’écoule sous la forme de gouttes bien séparées, sans filaments entre chaque goutte. La longueur du filament qui s'étend sous une baguette de verre préalablement trempée dans le sperme peut aussi être mesurée. 
Un sperme trop peu fluide, c'est-à-dire trop riche en mucus rend plus difficile les mesures de motilité et de concentration en spermatozoïdes, de même que la détection des anticorps éventuellement fixés sur les spermatozoïdes ;
- l’agglutination de spermatozoïdes, qui est un indice de processus immunologique. Si le microscope montre des spermatozoïdes mobiles, mais attachés entre eux par la tête, par la pièce intermédiaire, par le flagelle ou de manière « mixte » (tête-flagelle par exemple), un problème immunologique d'infertilité est soupçonné (à confirmer par d'autres observations). L'agglutination est mesurée et décrite sous microscope (en pourcentage moyen de spermatozoïdes agglutinés, à 5 % près), par comptage sur 10 champs sélectionnés au hasard dans l'échantillon observé. L'observateur signale aussi l'éventuelle présence de petits agglutinats épars et le type d'agglutination.
Par convention, l’agglutination décrit l'accolement anormal de spermatozoïdes mobiles. Elle ne doit pas être confondue avec des agrégats de spermatozoïdes immobiles ou spermatozoïdes mobiles agrégés à des filaments de coagulum ou à des débris cellulaires (qui doivent aussi être notés par l'observateur).

Les principales anomalies rencontrées sont,
- en volume :
  - aspermie : absence d'éjaculat ou volume de sperme < 0,5 ml
  - hypospermie : volume total de l'éjaculat < 1,5 ml
  - hyperspermie : volume total de l'éjaculat > 6 ml
- en teneur :
  - leucospermie : numération des leucocytes > 1 million /ml
  - hémospermie : présence de sang
  - azoospermie : absence de spermatozoïdes dans l'éjaculat
  - cryptozoospermie : invisible à l'examen microscopique mais numération entre 10 000 et 100 000 au total
  - oligospermie ou oligozoospermie : numération de spermatozoïdes < 15 millions par ml ou < 39 millions par éjaculat
  - oligospermie sévère : numération de spermatozoïdes < 5 millions par ml
  - polyspermie ou polyzoospermie : numération de spermatozoïdes > à 200 millions par ml
- en caractéristique des spermatozoïdes :
  - tératozoospermie : proportion de spermatozoïdes morphologiquement classés "normaux" inférieure à la norme (classification variable)
  - nécrozoospermie : proportion de spermatozoïdes vivants < 58 % dans l'éjaculat
  - asthénozoospermie : proportion de spermatozoïdes mobiles < 40 % environ une heure après l'éjaculation

### Risque sanitaire
Le sperme est un agent contaminant des infections sexuellement transmissibles comme le VIH, l'hépatite B, et (potentiellement) la maladie de Lyme,, qui peuvent être prévenues efficacement par l'utilisation de préservatif lors d'un rapport sexuel.

### Allergie au sperme ou au liquide séminal
L'ALS (allergie au liquide séminal) est l'une des formes d'allergies potentiellement associée aux activités sexuelles, et elle semble être sous-diagnostiquée.
Elle pourrait être plus fréquente chez les allergiques aux poils de chien (allergie croisée) en raison de la présence d'un antigène commun (kallicréine prostatique) au chien et à l'humain ; une molécule de 28 kDa, capable de fixer l’IgE, que l'on retrouve dans les extraits de phanères de chien et dans 25 à 70 % des sérums de patients allergiques aux poils de chien (il s'agirait d'une allergie particulière, aux poils de chiens mâles). « Cette réactivité croisée pourrait expliquer la survenue non-exceptionnelle d’une SLA, lors d’un premier rapport sexuel. » (40 à 50 % de ces allergies apparaîtraient dès le premier rapport sexuel).
L’immunothérapie est un traitement qui fonctionne dans 60 à 70 % dans les formes systémiques.

#### Chez la femme
Il existe de rares cas d'allergie au liquide séminal,,,,.
L'allergie féminine au sperme semble rare (sa prévalence exacte n'est pas connue et elle pourrait varier selon les régions et populations). Parce que relevant de la sphère de l'intime et de la sexualité, elle pourrait être sous-diagnostiquée. Elle se traduit généralement par un œdème (gonflement) des muqueuses, avec prurit là où il y a eu contact avec le sperme. Dans les cas graves (très rares), un choc anaphylactique est possible. Elle doit être confirmée par des tests allergologiques, et la femme s'en protège par l'usage du préservatif.
Selon Tonnel (2010) il en existe deux formes :
1. Réaction anaphylactique brutale et systémique, avec signes locorégionaux (70 % des cas)[20] ;
2. Manifestations allergiques locales isolées, pouvant être confondue avec une vulvovaginite chronique ou un (en)[20] « lesquels ne sont pas toujours attribués à leur réelle étiologie par les gynéco-obstétriciens ou les généralistes »[20] ou éventuellement à une allergie au latex[30].

Une fécondation in vitro (FIV) reste possible (simple ou en micro-injection intracytoplasmique [ICSI]).

#### Chez l'homme
Des études récentes indiquent que la « maladie post-orgasmique » pourrait être causée par une « auto-allergie » de l'homme à son propre sperme,,.

## Vision historique
Aristote dit dans De generatione animalium que le sperme coagulait le sang utérin non formé pour créer l'embryon humain.

Pline l'Ancien propose dans son encyclopédie intitulée Naturalis historia un remède que l'on peut obtenir à partir des graines de chanvre, censé supprimer le sperme.

### Condamnation par l'Église des conceptions diabolisantes de la reproduction sexuée
En 1490, l'Église catholique romaine interdit le Malleus Maleficarum, rédigé quatre ans plus tôt par deux inquisiteurs dominicains et qui est une compilation de croyances populaires notamment à propos du pouvoir créateur et générateur des démons, ce que l'Église avait déjà présenté comme anathème près de mille ans plus tôt lors du premier concile de Braga. Si cette compilation est interdite, elle connaît néanmoins sous le manteau un grand succès d'édition ; elle est mise à l'Index lorsque celui-ci est créé en 1599.
Il y est expliqué notamment comment les démons s'emparent de la semence masculine pour la transporter auprès des femmes : le démon prend la forme d'un succube pour récolter « la semence d'un homme scélérat ». Il la transmet à un incube « détaché auprès d'une femme ». Cette dernière va ainsi concevoir un enfant, sans qu'il y ait eu proprement une relation sexuelle : c'est la génération parfaite par les femmes. Pour les auteurs, cela permet de conserver une filiation humaine à l'engendré de ce type de génération.
Le premier concile de Braga vers 561 s'était pourtant élevé contre de telles conceptions :

« Canon 12 : Si quelqu'un dit, avec Manichée et Priscillien, que nos corps sont l'ouvrage du diable, que c'est lui qui les a formés dans le sein de nos mères et que, par conséquent il n'y a pas de résurrection de la chair, qu'il soit anathème. »

« Canon 13 : Si quelqu'un, au lieu de rapporter à Dieu la création de la chair, l'attribue aux mauvais anges, qu'il soit anathème. »

### Chez les Baruyas
Les Baruyas constituent une population habitant la Nouvelle-Guinée occidentale en Indonésie. Le sperme se nomme lakala alieu, c’est-à-dire « l'eau du pénis ». Il apporte la force et la vie. Selon leur représentation, l'enfant à naître est nourri par le sperme de son père.

### Espionnage

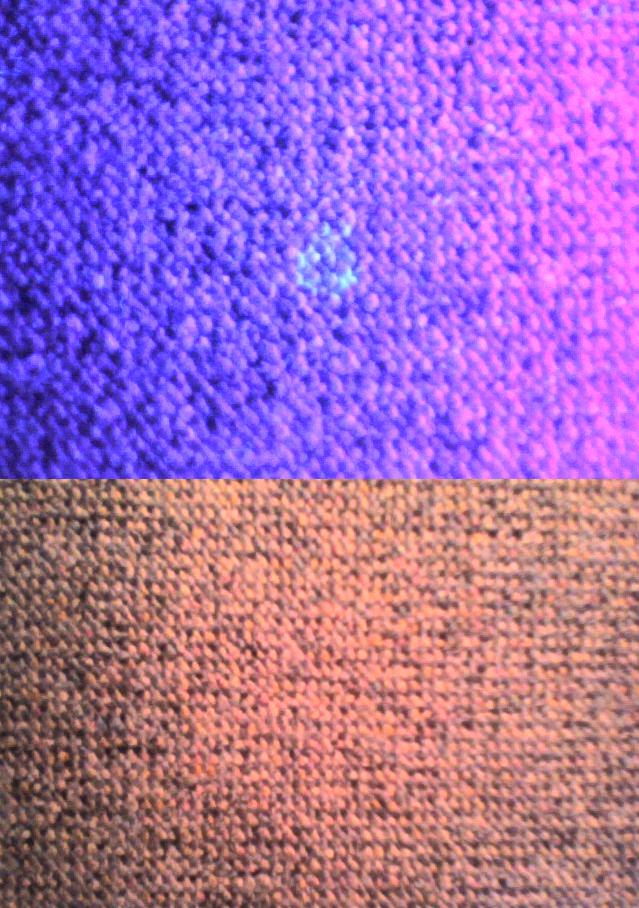
Tache de sperme sur un tapis, observée avec et sans lumière ultraviolette.

Lorsque le Secret Intelligence Service (le service de renseignements extérieurs du Royaume-Uni) a découvert que le sperme faisait une bonne encre invisible, Mansfield Smith-Cumming a noté à propos de ses agents que « Chaque homme (est) son propre stylo ».